# Římskokatolická farnost Vlašim
Římskokatolická farnost Vlašim je jedno z územních společenství římských katolíků v vlašimském vikariátu s farním kostelem sv. Jiljí.

## Kostely farnosti
| Kostel                        | Místo     | Bohoslužba |
| ----------------------------- | --------- | --- |
| sv. Cyrila a Metoděje         | Vracovice | ne 11.00 1. neděle v měsíci čt 16.30 pouze čtvrtek před 1. nedělí v měsíci |
| sv. Jiljí                     | Vlašim    | út čt 8.00 ne 9.30 ne 11.00 pro rodiny s dětmi, mimo červenec až srpen čt 14.00 v Domově důchodců Vlašim, jen 1. čtvrtek v měsíci čt 14.00 bohoslužba slova - v Domově důchodců Vlašim, kromě 1. čtvrtku v měsíci po st pá so 18.00 |
| Narození Panny Marie (Loreta) | Bolina    | |
| sv. Jakuba Staršího           | Domašín   | ne 8.00 st 17.00 |
| sv. Bartoloměje               | Kondrac   | ne 9.30 pá 15.00 křížová cesta - v postní době pá 15.00 růženec - kromě postní doby a letních prázdnin pá 15.30 kromě července a srpna                                                                                              |
| sv. Jana Nepomuckého          | Dub       | |

## Osoby ve farnosti
- MgA. Mgr. Jaroslav Konečný, farář
- Ing. Mgr. Roman Farion, jáhenská služba
- Petr Havlík, farní vikář
- Ing. David Seifert Th.D., jáhenská služba